# Свети-Влас
Све́ти-Влас (болг. Свети Влас) — город в Болгарии. Расположен на побережье Чёрного моря. Находится в Бургасской области вблизи от Солнечного берега, входит в общину Несебыр.

## Местоположение
Свети-Влас расположен у подножия южного склона Рога Старой Планины, в северной части залива, южное побережье которого известно как Солнечный берег (Слънчев бряг). Свети-Влас находится в 10 км от исторического города Несебыр и недалеко от Елените. Столица области Бургас находится в 35 км к югу.

## История
Поселение основано фракийцами во II веке. Тогда оно носило название Лариса, а в XIV веке переименовано в честь Святого Власа — покровителя торговцев, животноводов, врачей. В XIV—XVIII веках здесь существовал монастырь, сожжённый пиратами. В окрестностях села в XIV веке были расположены ещё 4 монастыря: Св. Петра, Св. Илии, Св. Андрея (мужские) и Св. Анны (женский). Ныне Свети-Влас признан одним из «старейших сёл Несебырской общины». В годы османского владычества зафиксированы несколько имён села — и все они связаны с монастырями. Турки нарекли его Кучук-манастир, а в одном из реестров записано: «село Манастир». Это имя упоминают в своих трудах и маститые исследователи болгарской старины — братья Шкорпил. В XVIII веке все вышеупомянутые монастыри были уничтожены, остались руины.
После освобождения в 1877—1878 гг. основного массива Болгарских земель, Рог Старой Планины вошёл в состав Восточной Румелии, искусственного государственного образования. С 1885 года — в составе Болгарского княжества. В следующем, 1886 году Кучук-манастир был переименован в Свети-Влас.
На протяжении веков и вплоть до 1920 года местное население было преимущественно греческим. После череды войн 1912—1918 гг. в Свети-Власе были поселены 79 болгарских семейств из Солунского и 29 — из Гюмюрджинского регионов. В 1914 г. здесь осели 20 семейств малоазийских болгар из села Ени-кёй (близ города Бандырма, Северо-Западная Анатолия). Также здесь поселились по одному семейству из Булгар-кёя, Адрианополя (Одрина) и Бабчора; одно семейство из Цигарева позднее выселилось в Несебыр.
В начале 1920-х годов местные греки выселились в Западную Фракию, переданную Греции в 1920 г., главным образом, в село Чадырли, переименованное в 1920 г. в Стрими (ныне — община Сапес, область Родопы). Всего 10 греческих семейств осталось в Свети-Власе после 1920 года.
В 1924 году в Свети-Власе были поселены македонские беженцы из Бубакево, Дамяна, Геркарцы, Литового, Петгыса, Оризарцев, Дыбова, Боймицы, Либахово, Аларе, Рамны и Енидже-Вардара. Все эти населённые пункты отошли к Греции.
В 1963 году Свети-Влас был объявлен климатическим морским курортом. Микроклимат здесь благоприятен для лечение рака лёгких. Курорт полюбили граждане России и бывшего СССР, которым здесь принадлежит 40 % недвижимости.
Свети-Влас начал активно развиваться после 2000 года в связи с бумом строительства на побережье Чёрного моря и отсутствием свободных территорий в курортном комплексе Солнечный берег.
В 2006 году решением Совета министров Болгарии село Свети-Влас приобрело статус города.
В 2007 г. в Свети-Власе был открыт крупнейший в Болгарии яхтенный порт (рассчитан на 300 яхт). Свети-Влас позиционируется как гостиничный комплекс апартаментов. Прямым автобусным сообщением связан с Солнечным берегом и Несебром.

## Население
| Год     | 1934 | 1946 | 1956 | 1965 | 1975 | 1985 | 1992 | 2001 | 2011 |
| ------- | ---- | ---- | ---- | ---- | ---- | ---- | ---- | ---- | ---- |
| Жителей | 553  | 662  | 656  | 804  | 1000 | 1375 | 1824 | 1895 | 2691 |

| Национальность  | Человек | Процент |
| --------------- | ------- | ------- |
| болгары         | 2246    | 95,37%  |
| турки           | 40      | 1,7%    |
| цыгане          | 10      | 0,42%   |
| другие          | 48      | 2,04%   |
| не определились | 11      | 0,47%   |
| Всего ответов   | 2355    |         |

|  |

## Праздники
Ярмарка Святого Власа проводится каждый год 2 мая.
В акватории залива каждый год с 18 по 20 июля морским клубом «Несебър 2000» проводится регата под названием «Святой Влас» (ранее она называлась «Победа»).
Около города проводится ралли суперкаров.

## Пляжи
Длина пляжа Елените составляет около 800 метров. Пляж состоит из мелкого золотистого песка. Пляж в 2018 году получил международный сертификат качества «Синий флаг». Также этот знак получили пляжи «Святой Влас — новый» и «Святой Влас — восток».
Центральный пляж Святого Власа разделён каменными бунами на несколько секторов, которые представляют собой песчаный полосы шириной от 20 до 70 метров с платными зонами с лежаками и зонтиками и просторными бесплатными зонами.
Восточный пляж Свети-Власа находится на восточной окраине курорта. Песок здесь чередуется с камнями. Протяжённость пляжа около 400 метров/с, ширина 4-5 метров.
Новый пляж Свети-Власа (пляж курортного комплекса Dinevi Resort) оформлен в тропическом стиле. Крыши всех сооружений, навесы и пляжные зонтики сделаны из камыша и тростника. На пляже есть детская игровая зона, центр водных развлечений и водных видов спорта, несколько кафе, spa-центр и тренажёрный зал.
Пляж у Виллы Туна расположен между центральным пляжем Свети-Власа и яхтенным портом. Его длина составляет 100 метров, с двух сторон он защищён каменными бунами. Пляж получил своё название по имени возвышающихся над ним отеля и ресторана.

## Галерея
- Яхтенный порт Marina Dinevi
- Свети-Влас, июль 2018
- Улица в Свети-Власе
- Церковь Святого Власия
- В церкви Святого Власия